# Fulco Ruffo di Calabria

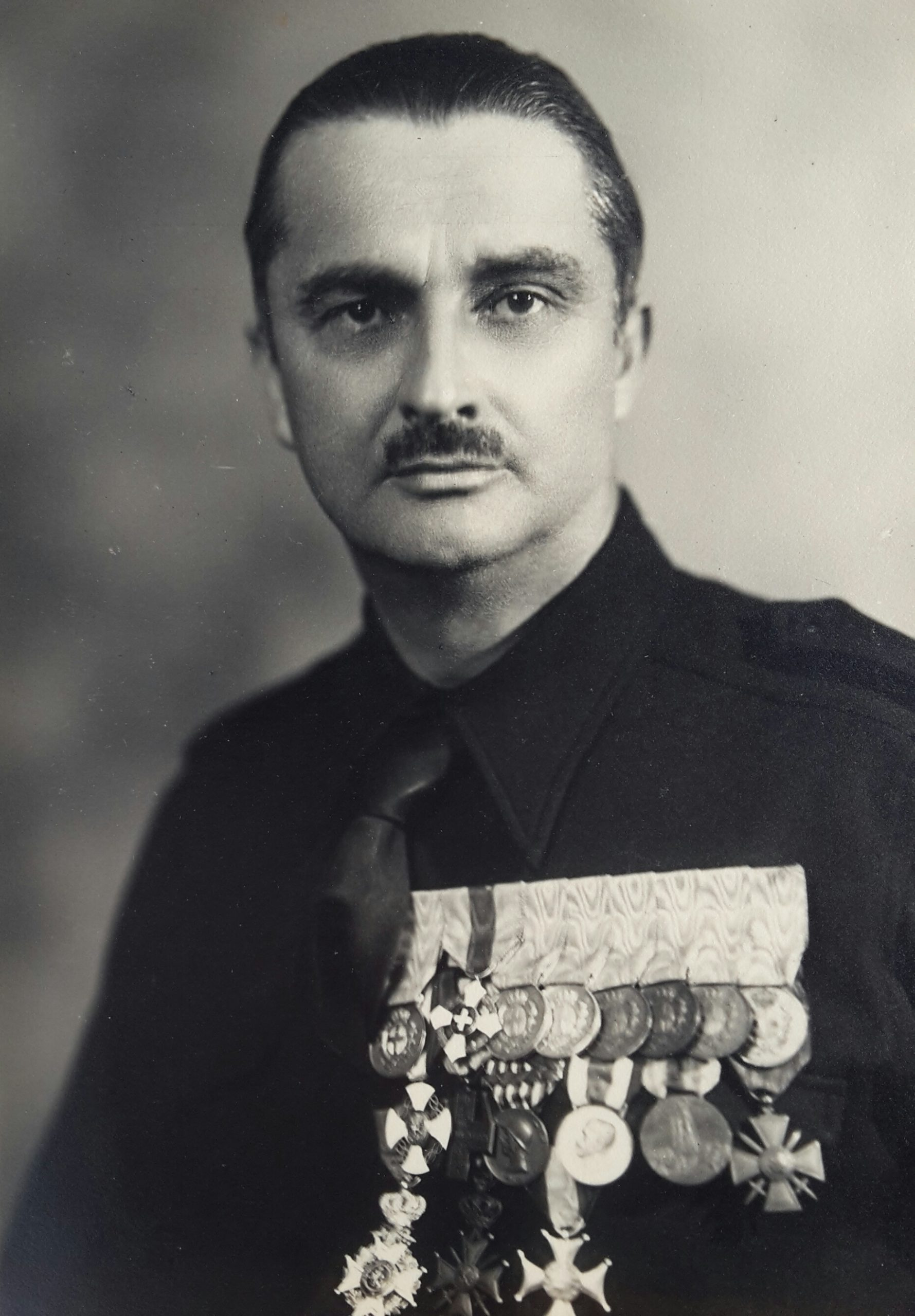
Fulco Ruffo di Calabria

Fürst Fulco Ruffo di Calabria (* 12. August 1884 in Neapel; † 23. August 1946 in Ronchi di Apuania bei Massa-Carrara) war mit 20 bestätigten Abschüssen einer der erfolgreichsten italienischen Jagdflieger des Ersten Weltkriegs.

## Leben
Er gehörte der von Francesco Baracca geführten 91ª Squadriglia an. Diese Jagdstaffel kann als Eliteeinheit gelten; zu ihr gehörten Pier Ruggiero Piccio (24 Abschüsse), Ferruccio Ranza (17), Luigi Olivari (12), Gastone Novelli (8), Cesare Magistrini, Bortolo Costantini, Giuliano Parvis und Guido Nardini (jeweils 6). 
Ruffo di Calabria, der vor seiner Zeit als Pilot Kavallerieoffizier war, schied 1925 aus dem aktiven Dienst aus und kümmerte sich um ein Familienunternehmen. Später wurde er Chef eines belgisch-italienischen Unternehmens, für das er schon vor dem Krieg in Afrika gearbeitet hatte. Die Familie hat bis heute enge Verbindungen nach Belgien: König Albert II. ist mit Fulcos jüngster Tochter Paola Ruffo di Calabria verheiratet.